# Indumil IMC-40
El IMC-40 es un lanzagranadas de origen colombiano y de calibre 40 mm. Se instala debajo del fusil de asalto.